# L'Appel du sang
Cet article concerne un roman. Twilight.
L'Appel du sang : La Seconde Vie de Bree Tanner (titre original : The Short Second Life of Bree Tanner) est un roman court fantastique écrit par Stephenie Meyer, en lien avec sa célèbre saga Twilight, paru en 2010.

## Résumé
Ce nouveau roman raconte l’histoire de Bree Tanner, une vampire de 15 ans transformée par Victoria (l’une des ennemies des Cullen, la famille d’Edward) en même temps qu’une vingtaine d’autres adolescents, pour former une armée de vampires qui combattrait les Cullen. La nouvelle se focalisera sur les trois mois qui se déroulent entre sa transformation en vampire et le combat final à la fin d’Hésitation à l’issue duquel elle meurt, tuée par les Volturi. Nouveau-née torturée par sa transformation et la soif de sang qu’elle ne contrôle pas, elle est l’alter-ego de Bella et lui renvoie l’image de ce qu’elle serait si elle allait jusqu’au bout de sa décision de se transformer pour rester toute sa vie avec Edward.

## Chronologie
Dans la chronologie fictive de Twilight, il se place entre Tentation et Révélation, soit au même niveau qu'Hésitation.

## Bree Tanner au cinéma
Le personnage de Bree Tanner apparaît au cinéma dans le film Hésitation et est incarné par l'actrice canadienne Jodelle Ferland.

## Laplaylist
Stephenie Meyer a composé une playlist pour cette nouvelle (comme pour toute la série des Twilight) :
- Yes Please - Muse
- Heads Will Roll - Yeah Yeah Yeahs
- Midnight and I - White Rabbits
- Now We Can See - The Thermals
- Falling In - Ha Ha Tonka
- Rocking Horse - The Dead Weather
- New Noise - Refused
- What If We Could - Blue October
- The Royal We - Silversun Pickups
- Count Me Out - Meese
- Blindness - Metric
- Set the Sails - Dan Mangan

## Événements autour de la sortie du livre
Les fans français de la saga Twilight ont organisé des événements autour de la sortie de L'Appel du sang dans plusieurs villes de France.
Cette nouvelle dédié au personnage de Bree Tanner est déjà classée dans la liste des bestsellers dans plusieurs pays dont la France, elle s'est vendue à plus d'un million d'exemplaires en moins d'un mois.

## Vampires que crée Victoria
- Bree Tanner : héroïne et narratrice de la nouvelle ; nouveau-née transformée peu avant ses 16 ans, trois mois avant le début de l’histoire qui se termine sur son exécution par les Volturi. Encore humaine, elle a fui son père qui la battait, et a été piégée par Riley qui lui a offert un repas. Elle se rapproche lors d’une chasse de Diego, un nouveau-né plus intelligent que les autres, et finit par tomber amoureuse de lui ; ils découvrent ensemble que les clichés sur les vampires, comme la dangerosité du soleil, ne sont que des mensonges entretenus par Riley, et cesse dès lors de faire confiance à celui-ci ; lorsque Diego part parler à Riley et disparaît, elle se doute inconsciemment qu’il est mort, mais refuse de l’accepter ; s’accrochant avec espoir à un nouveau mensonge de Riley qui lui a dit que Diego est parti en éclaireur, elle espère le retrouver pour se sauver avec lui, et se retrouve désemparée sur la scène du combat final.
- Riley Biers : premier vampire créé par Victoria qui se sert de lui pour créer une armée de nouveau-nés ; Riley amène des proies à Victoria pour qu’elle les transforme et s’occupe de gérer du mieux qu’il peut l’armée ainsi créée. Pour servir le but de Victoria, il n’hésite pas à mentir à ses troupes sur beaucoup de choses, comme par exemple la non-nocivité du soleil pour les vampires, les lois des Volturi, ou la nature des Cullen, qu’ils vont affronter.
- Diego : vampire transformé dix mois avant le début de l’histoire, peu après ses 18 ans, et amoureux de Bree. Il découvre avec elle que l'on peut sortir au soleil sans danger et finit par l'embrasser. Après avoir espionné Riley, l’avoir entendu parler avec Victoria et avoir été témoin de la visite des Volturi, il décide de parler à Riley, mais est torturé et détruit par les deux vampires. Pour ne pas éveiller les soupçons de Bree, Riley lui raconte que Diego est parti en éclaireur avec Victoria.
- Fred : vampire qui devient ami avec Bree. Il est le seul des nouveau-nés à avoir un don, celui de révulser les personnes qui sont alors terrassées par la nausée, ainsi que d'empêcher les vampires de penser à lui. Fred est aussi nettement plus intelligent que la moyenne des nouveau-nés de l’armée de Victoria, et n’a que peu d’intérêt pour les plans de bataille de Riley ; conscient des mensonges de celui-ci, il a décidé depuis longtemps de s’enfuir, mais reste pour protéger Bree avec son don, car il  la trouve sympathique. Il s’enfuit pendant que les autres se dirigent vers le lieu du combat final ; il dit au revoir à Bree, qui espère encore retrouver Diego, et lui dit qu’il l’attendra 24 heures à Vancouver avant de partir définitivement.
- Raoul : nouveau-né de moins de 10 mois. Chef du groupe décimé par les Cullen. Particulièrement violent et stupide.
- Kristie : nouveau-née cheffe du groupe décimé par les loups-garous.
- Casey : nouveau-né, membre du gang de Raoul ; aime se prendre pour Spider-Man quand il chasse, ce qui lui vaut ce surnom dans l’esprit de Bree ; il est tué par Sara, une autre nouveau-née, peu avant le combat final.
- Kevin : principal adjoint de Raoul. Tout aussi stupide que son supérieur. Il se fait tuer par Emmett durant le combat final.
- Jen : principale adjointe de Kristie. Elle a un jour arraché un morceau de coude à Bree. Elle meurt en affrontant les loups-garous.
- Sara : nouveau-née plus âgée que Bree. Lorsque Riley se met en colère, il lui arrache une oreille et une poignée de cheveux. Juste avant le combat final, rendue folle par l’odeur du sang de Bella, elle combat Dean, un autre nouveau-né, et le tue.
- Dean : nouveau-né créé par Victoria, il subit avec d’autres la colère de Riley découvrant que ses nouveau-nés ont encore tué l’un d’entre eux en se disputant.
- Shelly : nouveau-née détruit avant le début du roman, prétendue morte brûlée par le soleil. En réalité, elle et Steve sont allés voir Riley comme le fera Diego et ont été tués par ce dernier et Victoria.
- Steve : nouveau-né détruit avant le début du roman, prétendu mort brûlé par le soleil. En réalité, lui et Shelly sont allés voir Riley comme le fera Diego et ont été tués par ce dernier et Victoria.
- Doug : nouveau-né détruit avant le début du roman pour avoir découvert que le soleil n’est pas nocifs pour les vampires.
- Adam : nouveau-né détruit avant le début du roman pour avoir découvert que le soleil n’est pas nocifs pour les vampires.
- Logan : nouveau-né créé par Victoria ; il n’est mentionné qu’à une occasion et ne joue aucun rôle dans l’histoire.
- Warren : nouveau-né créé par Victoria ; il n’est mentionné qu’à une occasion et ne joue aucun rôle dans l’histoire.
- Jim : nouveau-né créé par Victoria ; il n’est mentionné qu’à une occasion et ne joue aucun rôle dans l’histoire.
- Heather : nouveau-née créée par Victoria ; elle n’est mentionnée qu’à une occasion et ne joue aucun rôle dans l’histoire.